# Zaatar

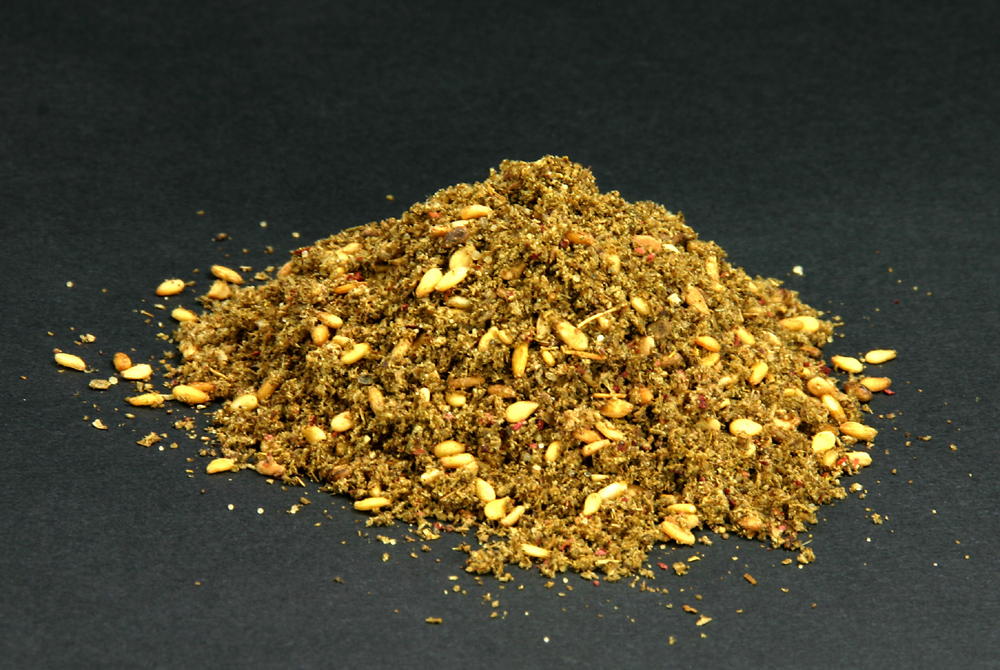
Zaatar.

Le zaatar (en arabe : زعتر / zaʿtar [ˈzaʕtar]) est  un mélange d’épices du Moyen-Orient utilisé dans la cuisine levantine.

## Étymologie
Le mot زعيترية (zaiʿtria) signifie littéralement « thym » en arabe, ce qui explique qu'il soit parfois appelé « thym d’Alep ».
C'est également le terme générique désignant la famille de plantes des Lamiacées (de type thym, hysope, sarriette, serpolet, origan, marjolaine, menthe pouliot).
Au Maghreb, le zaatar désigne une variété d'origan (Origanum syriacum et Origanum vulgare).
Il désigne également l'hysope en Palestine, en Israël, au Liban, en Syrie et en Jordanie.

## Composition
Comme pour tout mélange, les proportions sont variables d’un épicier à l’autre, mais cela comprend généralement du thym (ou plus précisément une variété d’hysope), de l'origan, du calament des champs, de la sarriette, des graines de sésame, du sumac, de la marjolaine, du sel et, éventuellement, de l’anis vert, de la coriandre et du cumin.

## Consommation

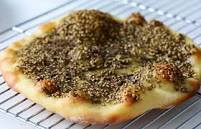
Man'ouché au zaatar.

Consommé avec du pain et de l’huile d’olive, simplement par trempage ou sous forme de manakish.
Il sert également d'épice pour aromatiser des plats, des salades, ou le houmous.